# Кшиштоф Зьолковський
Кшиштоф Єжи Зьолковський (нар. 1939) — польський астроном і популяризатор астрономії, співробітник Центру космічних досліджень Польської академії наук, головний редактор астрономічного науково-популярного журналу «Уранія», віцепрезидент Польського астрономічного товариства, активіст Клубу католицької інтелігенції.

## Біографія
Закінчив Варшавський університет (1962) і здобув ступінь доктора філософії у Вроцлавському університеті (1968). У своїй науковій діяльності він займався переважно рухом комет і астероїдів, динамікою Сонячної системи. Працював у Центрі космічних досліджень Польської академії наук, був ученим секретарем цієї установи. Він також читав лекції у Collegium Verum. Після виходу на пенсію він залишився співробітником Центру космічних досліджень, зокрема, підтримував зв'язки з Групою динаміки Сонячної системи та планетології.
Багато років був секретарем редакції та головним редактором астрономічного щомісячника «Уранія». Він став членом Міжнародного астрономічного союзу, Польського астрономічного товариства (був його віцепрезидентом) і Польського товариства любителів астрономії.
За заслуги в популяризації астрономії був нагороджений премією імені Влодзімежа Зонна (1989). Нагороджений Лицарським хрестом (2006) та Офіцерським хрестом (2012) Ордена Відродження Польщі.

## Книжкові видання
- Bliżej komety Halleya, Alfa, Warszawa 1985, ISBN 8370011047.
- Zderzenie komety z Jowiszem, Wydawnictwo Centrum Badań Kosmicznych Polskiej Akademii Nauk, Warszawa 1994, ISBN 8390231905.
- Zdziwienia. Wszechświat ludzi o długich oczach, Wydawnictwo WAM, Kraków 2006, ISBN 8373186948.
- Poza Ziemię… Historia lotów międzyplanetarnych, Wydawnictwo Naukowe PWN, Warszawa 2017, ISBN 978-83-01-19227-3.